# Naučná stezka Čertovo břemeno
Naučná stezka Čertovo břemeno tvoří okruh v okolí obcí Letiny, Libákovice, Dolce a Újezd u Horšic a Kbelnice. Délka stezky je asi 15 km a má sedm zastavení:
1. náves obce Letiny
2. skalní hřbet Čertovo břemeno
3. rybníky Na hluboké
4. vrch a rozhledna Kožich
5. kaplička svatého Huberta
6. bývalý lom nad Újezdem
7. lázně Letiny

Stezka byla vybudována v roce 2008.

## Galerie

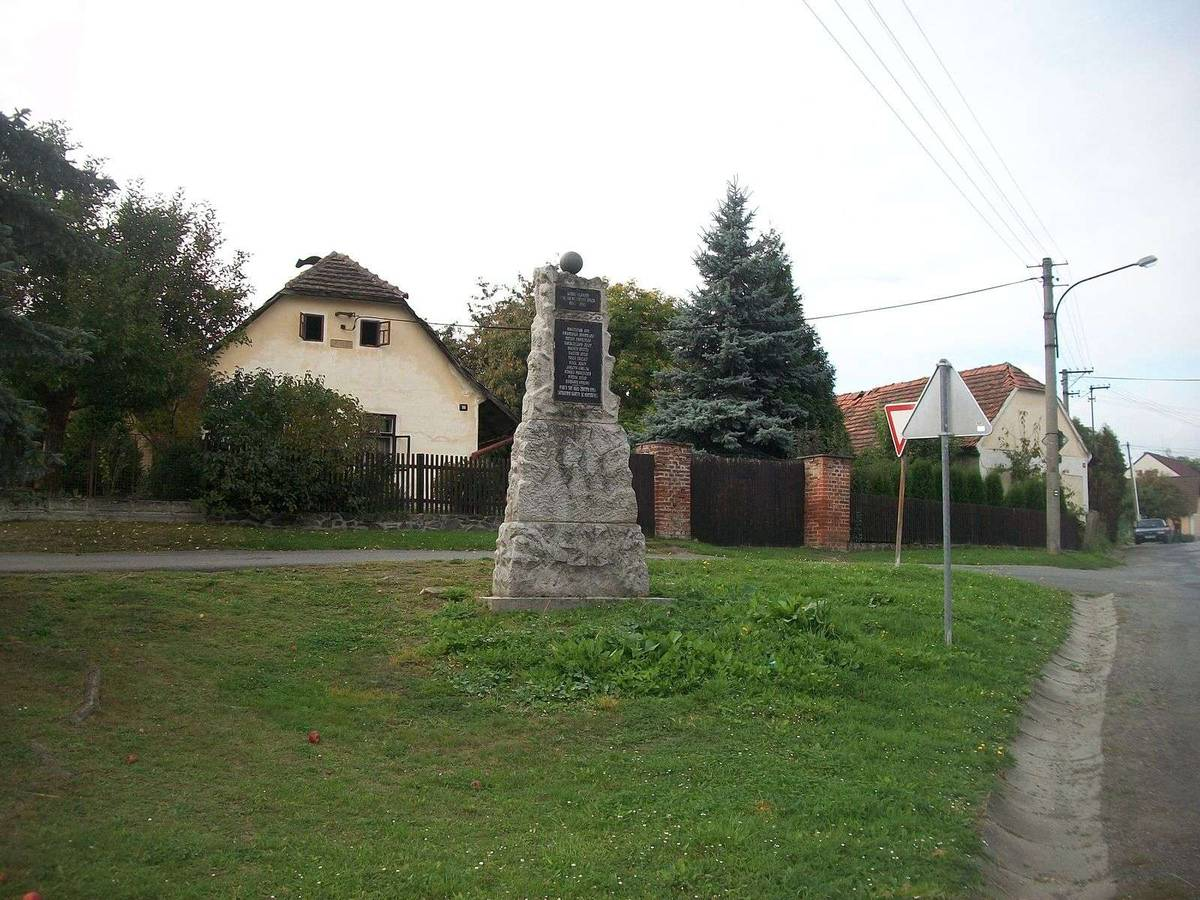
Letiny - pomník padlým na návsi
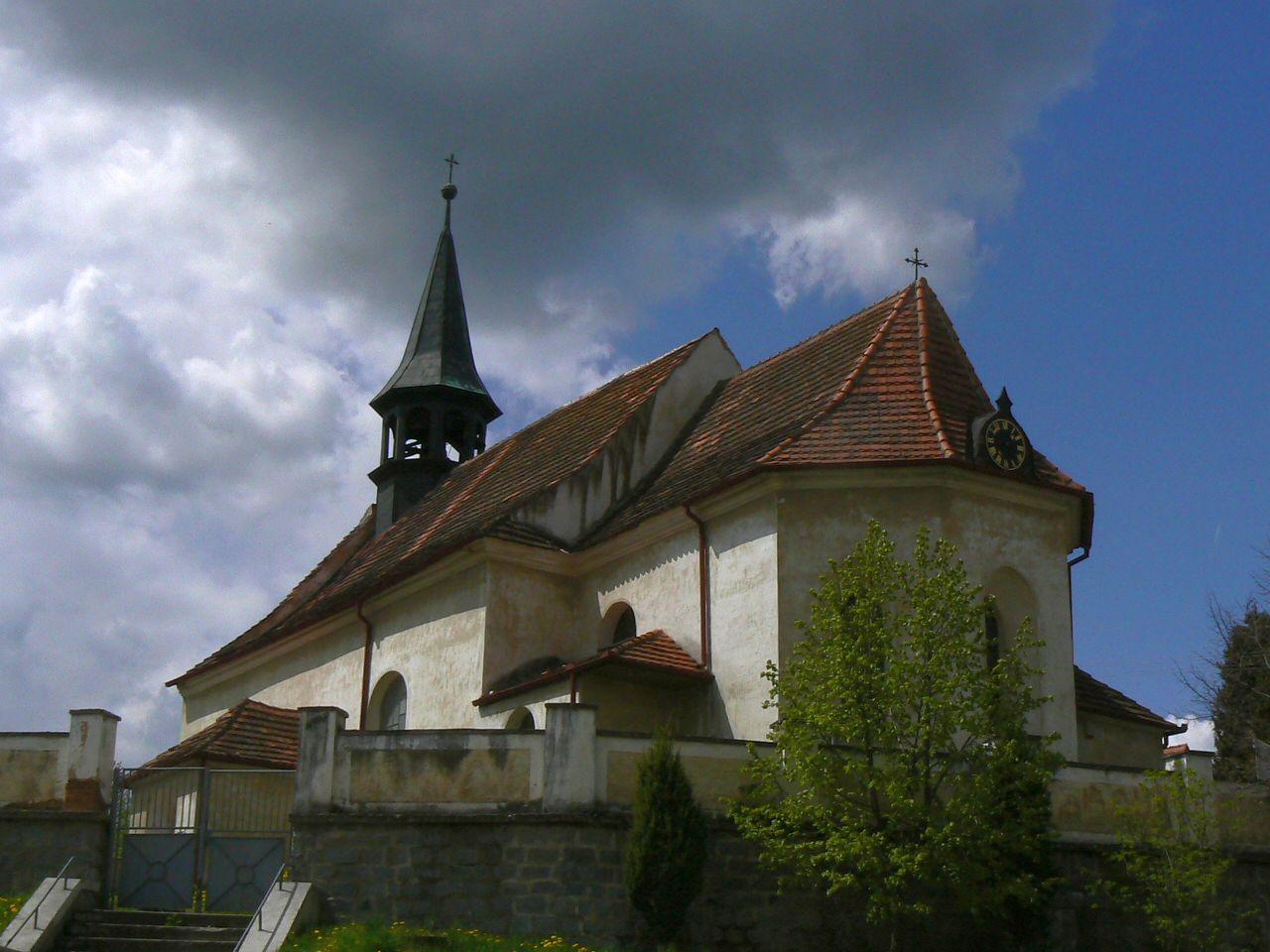
kostel svatého Prokopa v Letinech
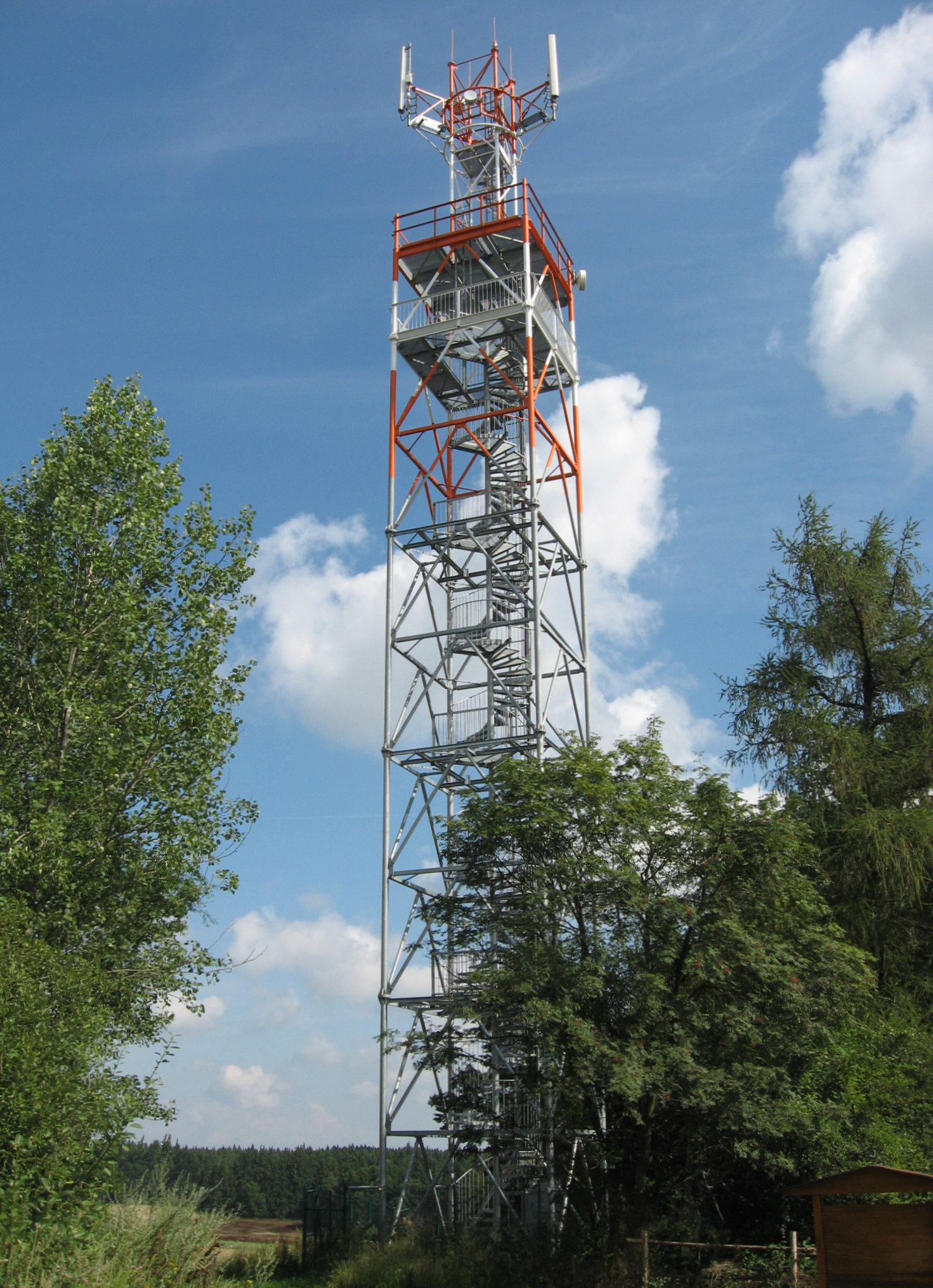
rozhledna Kožich
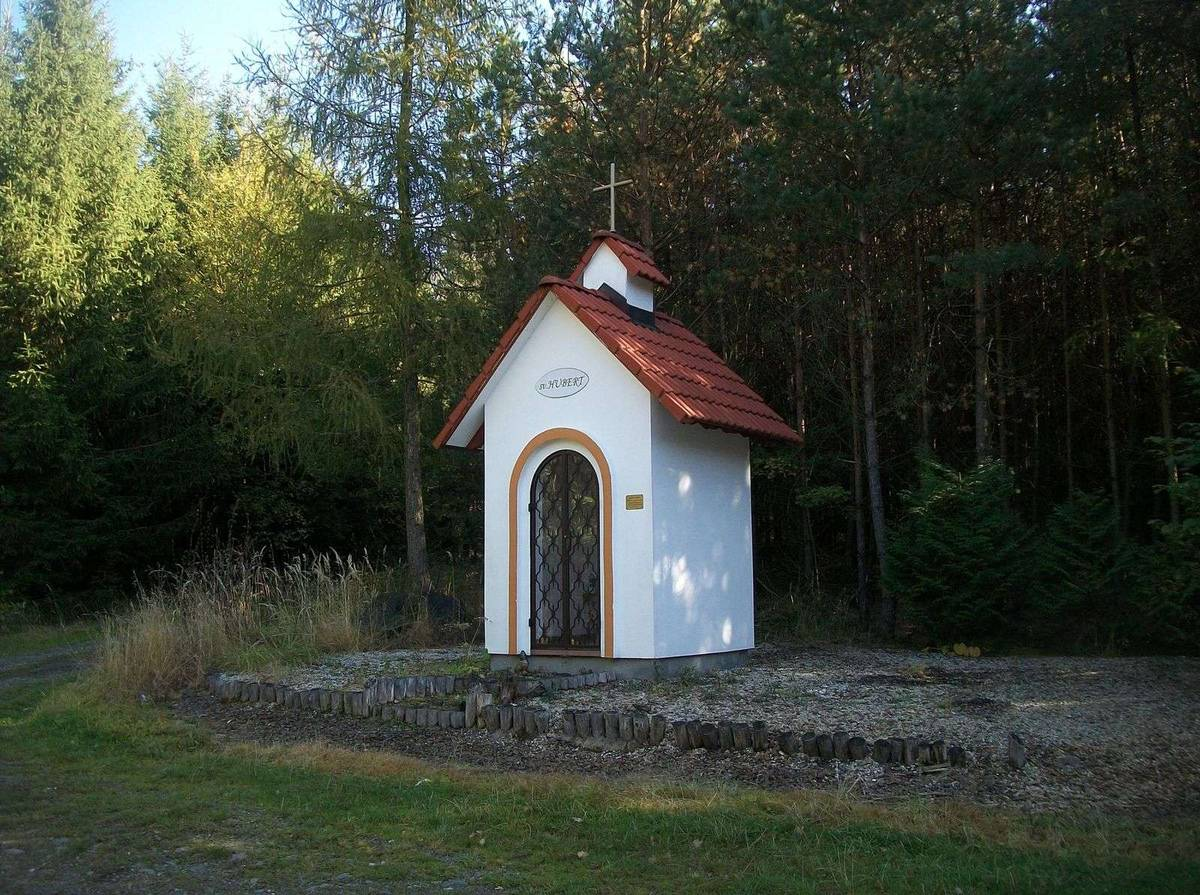
kaplička svatého Huberta
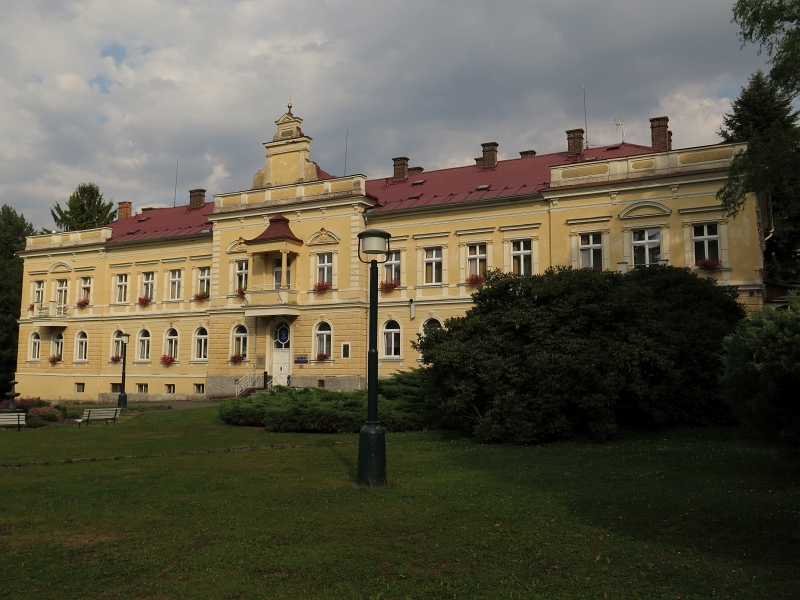
lázně Letiny